# 피터 게이
피터 조애킴 게이(영어: Peter Joachim Gay, 1923년 6월 20일 ~ 2015년 5월 12일)는 독일 출신의 미국의 역사학자, 교수, 저술가로 주로 서양 근대사상사와 문화사를 연구했다. 본명은 페터 요아힘 프뢰흘리히(독일어: Peter Joachim Fröhlich)로 미국 시민이 된 직후 성을 게이로 바꿨다.. 1923년 베를린에서 태어나 나치의 박해를 피해 1939년 쿠바를 거쳐 1941년에 미국으로 이주했다. 내셔널 북 어워드(전미 도서상)를 수상한 '계몽주의의 기원'을 비롯해 베스트셀러 '프로이트'(1988)를 포함, 25권 이상을 저술했다. 2015년 5월 12일, 뉴욕 맨해튼의 자택에서 향년 93세의 나이로 별세했다.

## 저서
- 민주 사회주의의 딜레마 (김용권 역, 한울/1994) The Dilemma of Democratic Socialism: Eduard Bernstein's Challenge to Marx, 1952.
- 계몽주의의 기원 (주명철 역, 민음사/1998) The Enlightenment: An Interpretation: The Rise of Modern Paganism, 1966. - Winner of the 1967 National Book Award in History and Biography
- 바이마르 문화 (조한욱 역, 탐구당/1983) Weimar Culture: The Outsider as Insider, 1968.
- 모차르트 (정영목 역, 푸른숲/2006) Mozart, 1999.
- 부르주아 전 (고유경 역, 서해문집/2005) Schnitzler's Century, 2002.